# Fernando Baare
Fernando Karl Ludwig Baare (* 23. Juli 1879 in Bochum; † 18. Oktober 1952 in Recklinghausen) war ein Major im preußischen Generalstab und ein deutscher Unternehmer. Er war in der Zeit des Nationalsozialismus stellvertretender Geschäftsführer der Wirtschaftsgruppe Eisenschaffende Industrie und hatte sich auf Handelspolitik spezialisiert.

## Leben

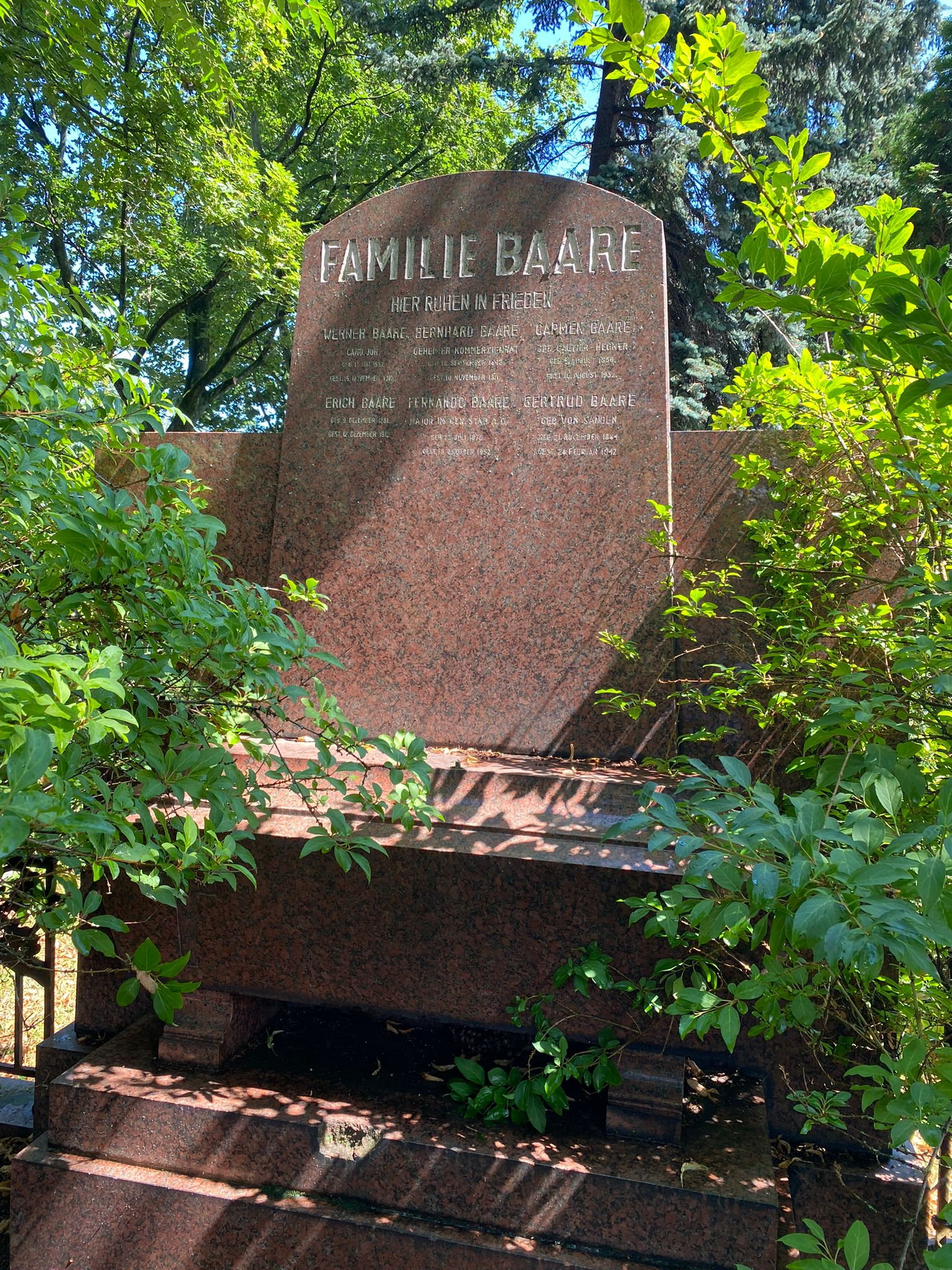
Grabstätte auf dem Luisenfriedhof II

Er war der Sohn des Geheimen Kommerzienrates Bernhard Baare aus Bochum und dessen Ehefrau Carmen geborene Gautier-Hecker. Nach dem Besuch des Gymnasiums in Berlin, wo er das Abitur ablegte, trat er in preußische Militärdienste, wo er bis 1908 zum Hauptmann im Infanterie-Regiment Nr. 74 aufstieg. Von 1908 bis 1911 besuchte er die Kriegsakademie und wurde im Anschluss als Major im Generalstab des preußischen Heeres eingesetzt. In dieser Funktion nahm er am Ersten Weltkrieg teil und hielt sich längere Zeit in Konstantinopel auf. 1920 wurde er in die Reserve versetzt.
1920 wurde Fernando Baare in die Geschäftsführung des 1874 gegründeten Vereins Deutscher Eisen- und Stahl-Industrieller in Berlin gewählt. Später wurde er unter dem Industriellen Ernst Poensgen stellvertretender Geschäftsführer der Wirtschaftsgruppe Eisenschaffende Industrie. Ferner war Baare Geschäftsführer der Firma Wehage, Werkzeug-Handels-G.m.b.H.
In Berlin wohnte er am Kurfürstendamm 171/172. 1952 starb er in Recklinghausen, wurde aber im Familiengrab auf dem Luisenfriedhof II in Berlin neben seinen Eltern und seiner Ehefrau beigesetzt.

## Familie
Er heiratete am 24. September 1908 in Hannover Gertrud geborene von Sanden (* 21. November 1884; † 28. Februar 1942).